# Franz Ludwig Haller von Königsfelden
Franz Ludwig Haller (* 1. Februar 1755 in Bern; † 19. April 1838 ebenda) war ein Schweizer Numismatiker, Archivar und Soldat.

## Leben
Sein Vater war der Hofschreiber in Königsfelden Anton Emanuel Haller, seine Mutter Rosine Lauterburg.
Haller erwarb sich in Vindonissa Kenntnisse der römischen Altertümer und betreute ab 1780 das Münzkabinett der Stadtbibliothek Bern. Von 1792 bis 1798 war er Hofschreiber in Königsfelden und von 1804 bis 1820 Lehensarchivar in Bern. Seine Privatsammlung trat er derselben Stadtbibliothek ab. Er veröffentlichte historische, numismatische und dichterische Werke, unter anderem Helvetien unter den Römern.
1769, 1770 und nochmals 1806 untersuchte Haller das gut erhaltene Skelett des 1386 in Sempach gefallenen Herzogs Leopold III., wobei er frontale und rechtstemporale Hieb- und Stichverletzungen des Schädels beschrieb.

## Schriften
Neben einer Reihe kleiner archäologischer und numismatischer Abhandlungen schrieb er:
- Leben des Herrn Robert Scipio von Lentulus, weiland Generalleutnant in Königl. Preußischen Diensten und der Bernerischen Völker, &c. &c. &c. Haller, Bern 1787 (Digitalisat; Französisch: La Vie de Robert Scipion, Baron de Lentulus, Lieutenant-Général des armées du Roi de Prusse, Chef d’un Régiment de Cuirassiers, chevalier de l’ordre de l’aigle noire, & de Saint André &c. &c. En Commission chez Kunze, Bern 1788 Digitalisat).
- Militärischer Charakter und merkwürdige Kriegsthaten Friedrichs des Einzigen, Königs von Preußen. Oemigke der Jüngere, Berlin 1796 (Digitalisat).
- Helvetien unter den Römern. 2 Bände. Auf Kosten des Verfassers, Bern u. a. 1811–1812;
  - Theil 1: Geschichte der Helvetier unter den Römern. 1811 (Digitalisat);
  - Theil 2: Topographie von Helvetien unter den Römern. 1812 (Digitalisat).
- Darstellung der merkwürdigsten Schweizer-Schlachten vom Jahr 1298 bis 1499; nach den Grundsätzen der Strategie und Taktik beschrieben. Wallis/Konstanz 1826 (Digitalisat).
- Catalogus Numismatum Veterum, Græcorum et Latinorum, maxime vero Imperatorum, Augustarum, Cæsarumque Romanorum, quæ exstant in Museo Civitatis Bernensis. Haller, Bern 1829 (Digitalisat).
- Beiträge zu der neuesten Geschichte der Schweiz von ihrer Staatsumwälzung bis auf den heutigen Tag (unvollendet).